# Pietro Agosti
Pour les articles homonymes, voir Agosti.
Pietro Agosti (né en 1873 à Bordighera et mort le 29 avril 1930 à Rome) est un ingénieur italien.

## Biographie
Pietro Agosti a réalisé ou tout du moins contribué à la réalisation, dans un style situé entre l'Art nouveau et l'Art pompier, des plus prestigieux édifices de la ville de San Remo : 
- l'église russe ;
- la Villa Spinda (devenue par la suite l'Hôtel King) ;
- le Palais Bellevue ;
- le Château Devachan ;
- l'Hôtel Parigi ;
- l'Hôtel Savoy ainsi que la vieille station ferroviaire ;
- la fontaine de la Villa Ormond ;
- de nombreuses villas situées dans la Cour des Anglais.

Il fut élu podestat de la ville de San Remo en 1927.